# Subempleo
El subempleo es un fenómeno que ocurre en el mercado de trabajo cuando los trabajadores deben trabajar menos horas, realizar empleos con un nivel de calificación inferior al que tienen u ocuparse en unidades económicas menos productivas para evitar quedar desempleados. Esto tendría como consecuencia la reducción de los ingresos del trabajador por debajo del nivel que serían capaces de alcanzar en condiciones normales. Usualmente, este fenómeno se origina por la reducción o modificación de la demanda de mano de obra o por la insuficiente creación de empleo en determinados oficios.
Subempleo y desempleo no son lo mismo. Sin embargo, en las mediciones estadísticas, el primero suele ser incorporado dentro del segundo.
Este fenómeno también se denomina infraempleo.

## Definición
Para la Organización Internacional del Trabajo (OIT), el subempleo refiere a aquellas personas cuya duración o productividad del trabajo es menor a su nivel de pleno empleo. Las condiciones que definen este son que:
- El carácter del trabajo es lo más productivo posible
- La elección del empleo es libre y el trabajador tiene garantizadas las posibilidades de obtener y usar la formación que se necesita

Sobre la base de esta definición, se hace una distinción del subempleo en dos categorías: subempleo por insuficiencia de horas y subempleo por situaciones de empleo inadecuado.

### Subempleo por insuficiencia de horas
Ocurre cuando, tomando como base un período de referencia corto, una persona trabaja menos horas queriendo trabajar más y está disponible para hacerlo. Esta situación puede llevarla a desear cambiar su empleo por otro con más horas o conseguir un empleo adicional (pluriempleo). Debe notarse que el solo hecho de que el trabajador manifieste querer trabajar más horas lo clasifica como subempleado (a diferencia de lo que ocurre con el desempleado, quien, no teniendo empleo, busca activamente uno).

### Subempleo por situaciones de empleo inadecuado
Una situación de empleo se considera inadecuada cuando, tomando un período de referencia corto, el trabajador manifiesta querer cambiar su situación laboral por razones que limitan sus capacidades y bienestar. Por consiguiente, un subempleo de este tipo se puede clasificar según 2 criterios:
- Subempleo por competencias: ocurre cuando los trabajadores quieren cambiar su empleo, estando disponibles para hacerlo, porque consideran que usan inadecuada o insuficientemente sus competencias profesionales.
- Subempleo por ingresos: se produce cuando un trabajador quiere y está disponible para cambiar su empleo por considerar que obtiene ingresos inadecuados en su empleo actual.

En los países en desarrollo, el concepto del subempleo es importante para reconocer las ineficacias del mercado laboral aunque se reconozca que hay bajos niveles de desempleo.
El subempleo puede atribuirse a diversas causas:
- La carencia de programas de asistencia a desocupados los obliga a dedicarse a cualquier actividad económica para sobrevivir, aunque no sea a tiempo completo ni permita usar todas las habilidades potenciales ni permita obtener un ingreso considerado adecuado.
- En períodos de baja actividad laboral, los trabajadores prefieren realizar cualquier trabajo, aunque obtengan menos ingresos, a quedar desocupados, lo cual fomenta el aumento de la proporción de trabajo independiente.
- En los casos en que existen modos tradicionales de organización del trabajo (como en el campo) las comunidades concentran las labores de sus miembros, lo cual disminuye las horas de trabajo y los ingresos de estos.

## Subempleo en América Latina
Históricamente, fue en la década de 1950 que se reconoció en la sociedad latinoamericana una lenta disminución de la subutilización de la mano de obra. En esta época, el subempleo era mayoritariamente rural, mientras que, a principios de la década de 1980, este fenómeno empieza a definirse más claramente dentro de las ciudades, debido a la migración y concentración de la mano de obra rural en actividades económicas poco productivas.